# Öbolandet
Öbolandet est une localité de Suède dans la commune de Trosa située dans le comté de Södermanland.
Sa population était de 379 habitants en 2019.